# كارل ماي (لاعب كرة قدم)
كارل ماي (بالألمانية: Karl Mai)‏ (مواليد 27 يوليو 1928) هو لاعب كرة قدم. يلعب مع منتخب ألمانيا الغربية لكرة القدم. سبق له أن لعب في كأس العالم لكرة القدم مع منتخب بلاده.

## روابط خارجية
- كارل ماي على موقع الاتحاد الدولي (مؤرشف)  (الإنجليزية)
- كارل ماي على موقع قاعدة بيانات كرة القدم.إي يو (الإنجليزية)
- كارل ماي على موقع بيانات كرة القدم. دي إي (الألمانية)
- كارل ماي على موقع ناشيونال فوتبول تيمز (الإنجليزية)
- كارل ماي على موقع عالم كرة القدم.نت (الإنجليزية)